# Eucyclops neomacruroides
Eucyclops neomacruroides är en kräftdjursart som beskrevs av Dussart och Fernando 1990. Eucyclops neomacruroides ingår i släktet Eucyclops och familjen Cyclopidae. Inga underarter finns listade i Catalogue of Life.